# Tottenham Hotspur Football Club
O Tottenham Hotspur Football Club, comumente reconhecido como Tottenham Hotspur, Tottenham ou Spurs, é um clube de futebol profissional inglês, com sede no bairro de Tottenham, no norte de Londres. Compete na Premier League, a principal divisão do sistema de ligas da Inglaterra. Manda seus jogos no Tottenham Hotspur Stadium, com capacidade para 62.850 espectadores, desde abril de 2019.
Fundado em 1882, o escudo do Tottenham é um galo em pé sobre uma bola de futebol, e apresentava antigamente o lema em latim "Audere est Facere" (ousar é fazer). O clube tradicionalmente usa camisas brancas e calções azul-marinho como seu uniforme principal desde a temporada 1898–99.
Após sua criação, o Tottenham ganhou a Copa da Inglaterra pela primeira vez em 1901, o único clube fora das principais divisões a realizar tal feito desde a formação da Football League em 1888, tendo sido o primeiro clube do Século XX a alcançar dois torneios importantes em uma mesma temporada, vencendo a Football League e a Copa da Inglaterra, ambas em 1960–61. Depois de conquistar a Copa da Inglaterra em 1962, em 1963 se tornou o primeiro clube britânico a vencer uma competição de clubes da UEFA – a Taça dos Clubes Vencedores de Taças. O Tottenham também foi o vencedor da primeira Copa da UEFA, em 1972, tornando-se o primeiro clube britânico a ganhar dois grandes troféus europeus diferentes. O clube conquistou pelo menos um grande troféu em cada uma das seis décadas, entre 1950 a 2000, um feito nacionalmente apenas igualado pelo Manchester United.
A nível nacional, os Spurs ganharam dois títulos do Campeonato Inglês, oito da Copa da Inglaterra, quatro da Copa da Liga Inglesa e sete da Supercopa da Inglaterra. Em competições da UEFA, ganhou uma edição da Taça dos Clubes Vencedores de Taças e três Liga Europa da UEFA. O Tottenham também foi vice-campeão na Liga dos Campeões da UEFA de 2018–19, a principal competição continental. 
O Tottenham têm uma rivalidade de longa data com o clube vizinho Arsenal, com quem disputa o clássico chamado North London Derby (Clássico do Norte de Londres). Os dois clubes fazem parte dos considerados "Big Six" (seis grandes) da Inglaterra, juntamente com Chelsea, Liverpool, Manchester City e Manchester United.

## História

### Origem

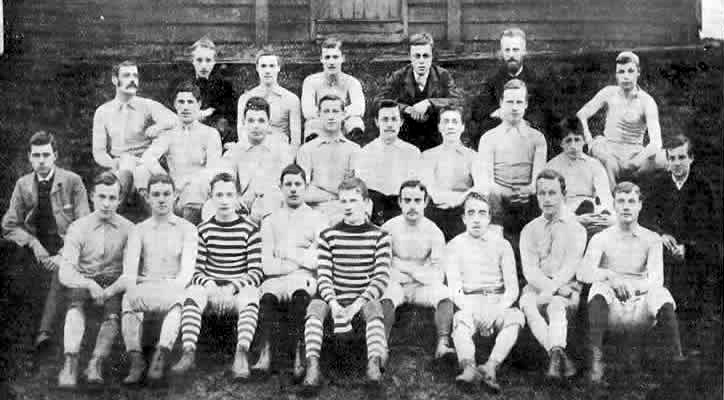
Tottenham Hotspur em 1885

Na terça-feira, 5 de setembro de 1882, o Hotspur Football Club foi formado por meninos da classe bíblica na Igreja All Hallows.
Eles também eram membros do Hotspur Cricket Club. É possível que o nome Hotspur tenha sido associado a Sir Henry Percy, que interpretou o personagem "Harry Hotspur", citado na obra de Shakeaspeare, que viveu no local durante o século XIV e cujos descendentes tinham propriedade de terra no bairro.
Em 1884 o clube foi renomeado Tottenham Hotspur Football Club para evitar qualquer confusão com uma equipe já estabelecida chamada Hotspur FC. Originalmente, os Spurs usavam camisas azul-marinho.
As cores do clube, em seguida, variararam de azul e branco cortadas ao meio, inspiradas do Blackburn Rovers quando este clube venceu a FA Cup no Kennington Oval em 1884, para camisas vermelhas e calções azuis, através de castanho chocolate e ouro velho, e, finalmente, em 1899, primeira temporada com camisas brancas e shorts azul marinho, como uma homenagem ao Preston North End, a equipe de maior sucesso da época.

### Primeiras conquistas

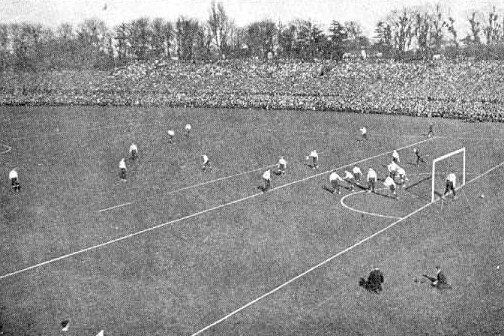
Final da FA Cup 1901, primeiro título do Tottenham

A primeira conquista relevante da história do Tottenham fora alcançada na temporada 1900-01, quando o clube bateu o Sheffield United por 2 a 2 e 3 a 1 pela final da Copa da Inglaterra. Duas décadas mais tarde, os Spurs voltam a conquistar a taça do torneio mais antigo de futebol do mundo, desta vez com vitória de 1 a 0 sobre o Wolverhampton. Na temporada 1950-51, o clube ganha pela primeira vez o Campeonato Inglês.

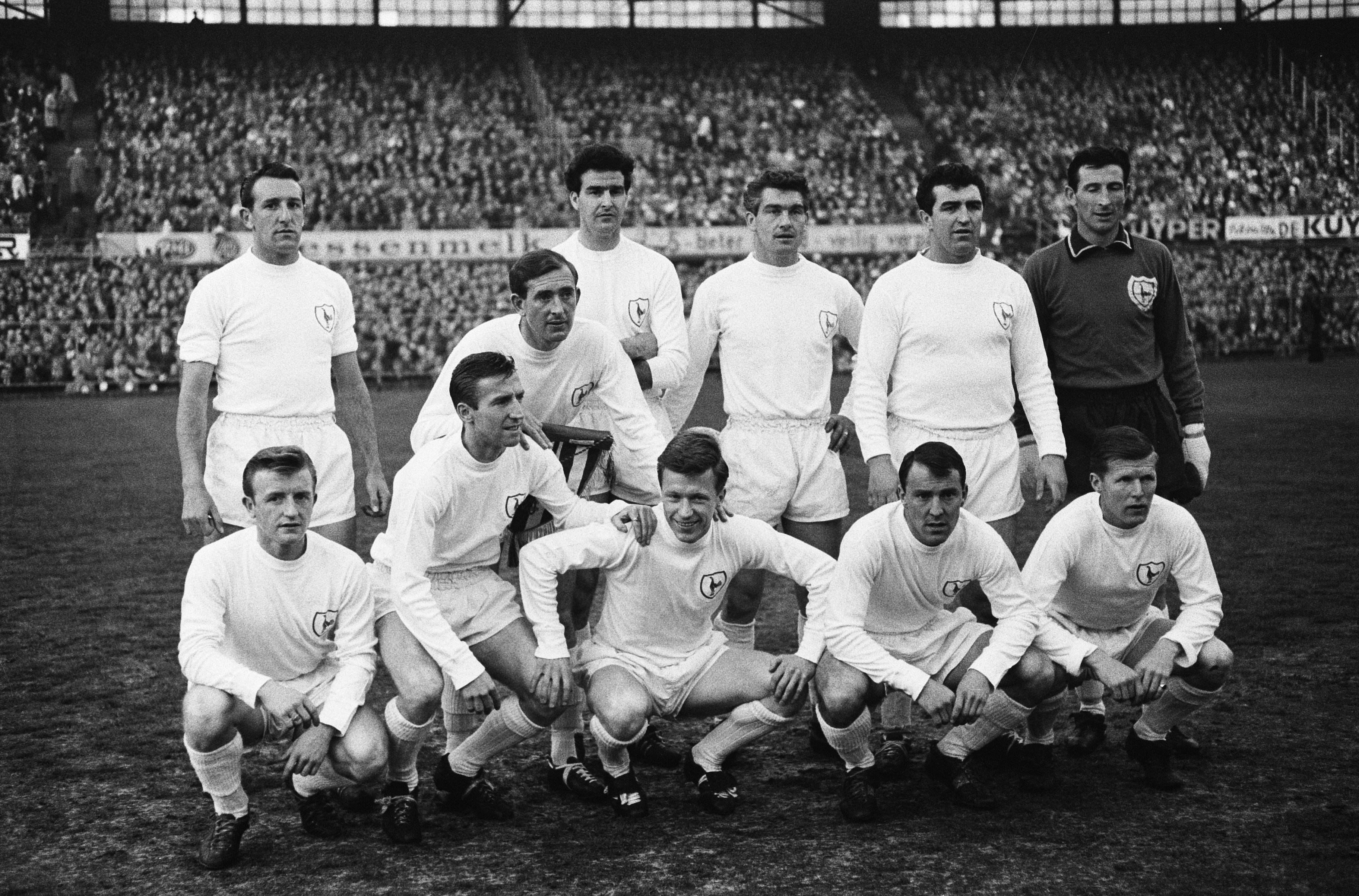
Os Spurs antes de partida contra o Atlético de Madrid pela Recopa de 1963.

Na década de 60, os Spurs viveram grande fase. Em 1960-61 e 1961-62 sagraram-se bicampeões da Copa da Inglaterra, superando em sequência o Leicester por 2 a 0 e o Burnley por 3 a 1. Também na temporada 1960-61, o clube ganha o Campeonato Inglês pela segunda vez. Já em 1963, o Tottenham se sagrou campeão europeu ao conquistar a extinta Recopa Europeia. Em 1966-67 supera por 2 a 1 o Chelsea na decisão da Copa da Inglaterra, chegando ao seu quinto título neste torneio.
Nos anos 70 e 80 o Tottenham também vive bons momentos, conquistando mais duas taças europeias da Copa da UEFA, atual UEFA Europa League em 1971-72 e 1983-84. Além disso, também venceu duas vezes a Copa da Inglaterra nas temporadas 1980-81 e 1981-82 e também duas taças da Copa da Liga Inglesa em 1970-71 e 1972-73. Na temporada 1990-91, os spurs alcançaram seu 8° título da FA Cup. 

### Século XXI
Após um longo jejum, o clube bateu o Chelsea na final da Copa da Liga inglesa em 2007-08 e voltou a erguer um troféu.
Na temporada 2009-10, o Tottenham volta a conquistar uma vaga para disputar a Liga dos Campeões da UEFA depois de muito tempo. Com Gareth Bale e Luka Modrić, os Spurs foram uma das maiores surpresas da edição 2010-11 da Champions. Ainda nos Playoffs, o clube conseguiu reverter uma derrota fora de casa para o Young Boys por 3 a 2 com um sonoro 4 a 0 no memorável White Hart Lane.
Na Fase de Grupos, surpreendeu a todos e tomou a liderança do grupo A da favorita Internazionale, atual campeã do torneio. Foram 3 vitórias, 2 empates e 1 derrota. Nos dois jogos contra a Inter, não faltou emoção. Vitória no White Hart Lane por 3 a 1 e derrota fora de casa por 4 a 3 em partida emblemática de Gareth Bale, autor de três gols.
Como se ainda não fora o bastante, o Tottenham ainda tratou de eliminar o poderoso Milan, conseguindo uma imponente vitória em pleno San Siro por 1 a 0.
Nas Quartas de Final acabou eliminado pelo Real Madrid sofrendo uma dura goleada por 4 a 0 no Santiago Bernabéu e um infeliz 1 a 0 dentro de casa.

#### O Tottenham com Pochettino
Em maio de 2014, o Tottenham anunciou o argentino Mauricio Pochettino como o seu mais novo técnico. O clube vinha desacreditado após as saídas de Luka Modrić em 2012 e Gareth Bale no ano seguinte, ambos para o Real Madrid.
Entretanto, Pochetttino transformou rapidamente a equipe do Tottenham, elevando o seu patamar dentro do cenário inglês e também na Europa.
Na primeira temporada com o comandante argentino, os Spurs chegaram à final da Copa da Liga Inglesa, em que acabaram derrotados por 2 a 0 pelo rival Chelsea. Na temporada 2015-16, o desempenho foi ainda melhor, já que o clube alcançou a terceira posição da Premier League, garantindo assim uma vaga para a Liga dos Campeões da UEFA.
Na temporada 2016-17, foi vice-campeão da Premier League e caiu na Semifinal da Copa da Inglaterra para o Chelsea num emocionante 4 a 2.
Em 17-18 terminou novamente em 3° colocado da Premier League. Já na Liga dos Campeões, voltou a surpreender a todos sendo o líder do mesmo grupo em que estavam Real Madrid e Borussia Dortmund. Nas oitavas de final protagonizou um duelo muito emocionante contra a Juventus. No jogo de ida, fora de casa, os Spurs conseguiram buscar o empate em 2 a 2 depois de saírem perdendo por dois gols de diferença. A classificação parecia próxima, mas escapou, já que na volta, o Tottenham ainda saiu na frente, mas tomou a virada e assim fora eliminado.
Na temporada de 2018-19 fez campanha histórica na UEFA Champions League, chegando pela primeira vez na final da competição, conseguindo chegar a decisão depois de eliminar Borussia Dortmund, Manchester City e Ajax. Na decisão, acabou derrotado pelo Liverpool em 2 a 0.
Ainda pela temporada 2018-19, caiu nas semifinais da Copa da Liga diante do Chelsea em disputa de pênaltis após 2 a 2 no placar agregado do confronto. Terminou a Premier League em 4° colocado, garantindo novamente a vaga para a Liga dos Campeões da UEFA, pela quarta temporada consecutiva, um feito nunca antes alcançado pelo clube.
A trajetória de Pochettino a frente dos Spurs chegou ao fim na temporada 2019-20. Após uma sequência de resultados negativos, o clube anunciou a sua demissão em 19 de novembro de 2019 e anunciou no dia seguinte a contratação do experiente técnico português José Mourinho, após eliminações na FA Cup e a eliminação precoce na Liga dos Campeões, o clube acumulou maus resultados, e com a volta da paralisação, os Spurs acabaram ficando na sexta posição na Premier League, ficando fora da Liga dos Campeões depois de quatro temporadas.

##### O Tottenham comAnge Postecoglou
Em junho de 2023, após a demissão de Pochettino, o Tottenham foi atrás de outro treinador, Ange Postecoglou, saindo do Celtic
Postecoglou fez uma ótima primeira temporada pelo Tottenham, mesmo após a saída do maior artilheiro da história do clube, Harry Kane e conseguindo um Triplete de prêmios de Melhor Treinador do Mês
Na temporada 2024-25, Postecoglou sofreu muita pressão após ficar em uma posição baixa na tabela e quase ser rebaixado na Premier League em 17°, porém na Liga Europa de 2024–25 o Tottenham teve uma campanha impressionante, passando da fase inicial e derrotando diversos clubes como o AZ nas oitavas de final, o Eintracht Frankfurt nas quartas de final, o Bodø/Glimt na semi-final até chegarem na final, contra o Manchester United e contra a expectativa da maioria o Tottenham venceu por 1 a 0, quebrando a seca de 17 anos sem títulos oficiais e 41 sem ganhar um título da UEFA. Em 13 de agosto de 2025, o Tottenham disputou a Supercopa da UEFA contra o Paris Saint-Germain, então campeão da Liga dos Campeões da UEFA. A partida terminou empatada no tempo normal, e, na decisão por pênaltis, o clube francês venceu por 4–3, tornando o Tottenham vice-campeão da competição.
Tottenham com Thomas Frank
Apesar de ter conquistado um título após 17 anos, Ange Postecoglou foi demitido depois de quase levar o Tottenham ao rebaixamento na Premier League, terminando a competição na 17ª colocação. Em seguida, o clube contratou Thomas Frank, então técnico do Brentford, para assumir a equipe na temporada 2025–26.

## Símbolo

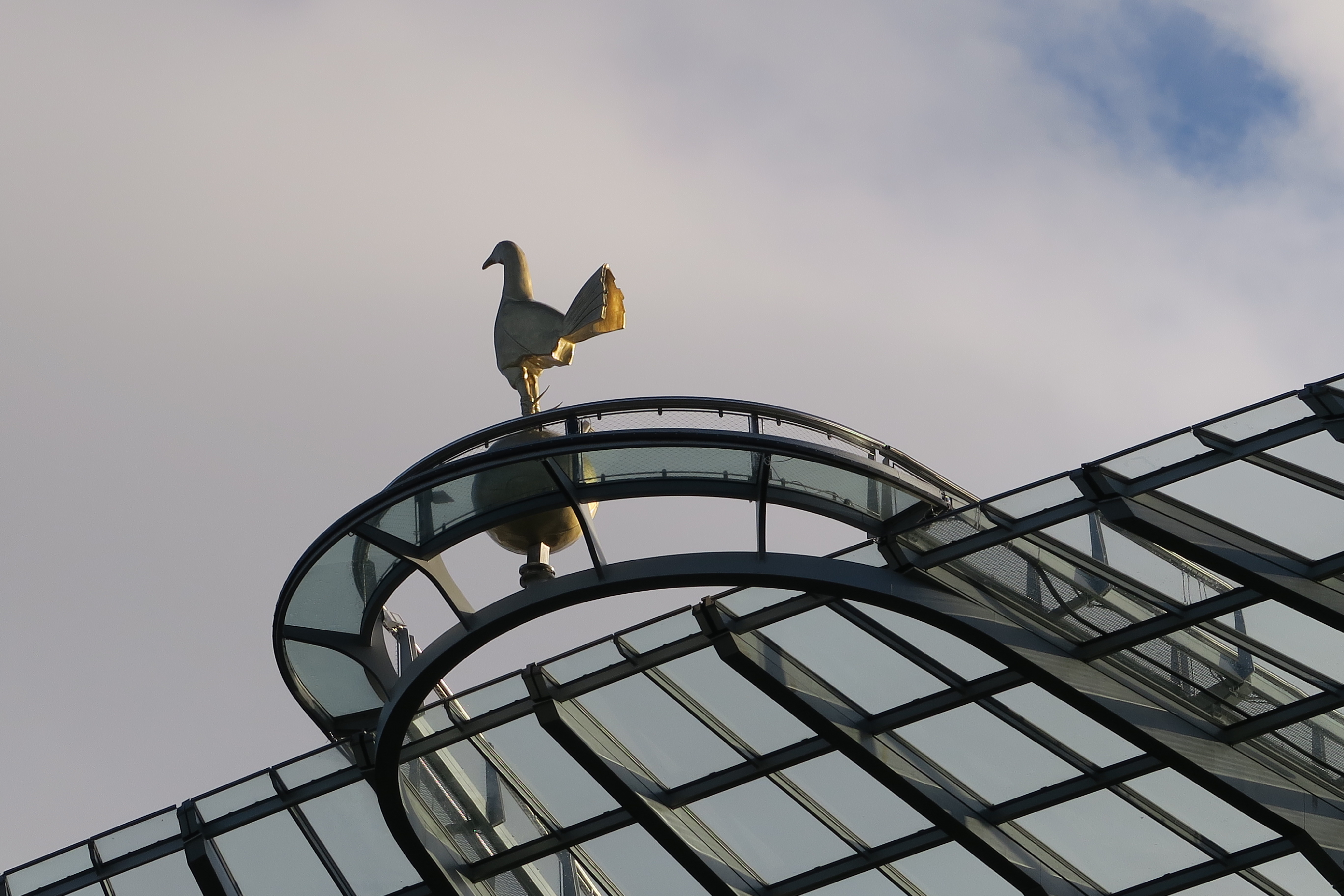
Símbolo do Tottenham no Tottenham Hotspur Stadium em 2020.

Desde o final da Copa da Inglaterra de 1901 o Tottenham Hotspur tem apresentado um galo como símbolo. Sir Henri Percy, também chamado de Harry Hotspur (personagem de Shakeaspeare, a quem o clube homenageia usando este sobrenome), tinha uma propriedade famosa por suas esporas de equitação e por seus galos de briga, que foram equipados com esporas.
Em 1909, o ex-jogador William James Scott fez uma escultura em bronze de um galo de briga em cima de uma bola de futebol para ser colocada em cima da Tribuna Oeste, e desde então a imagem do galo em cima da bola passou a fazer parte da identidade do clube.

## Estádio

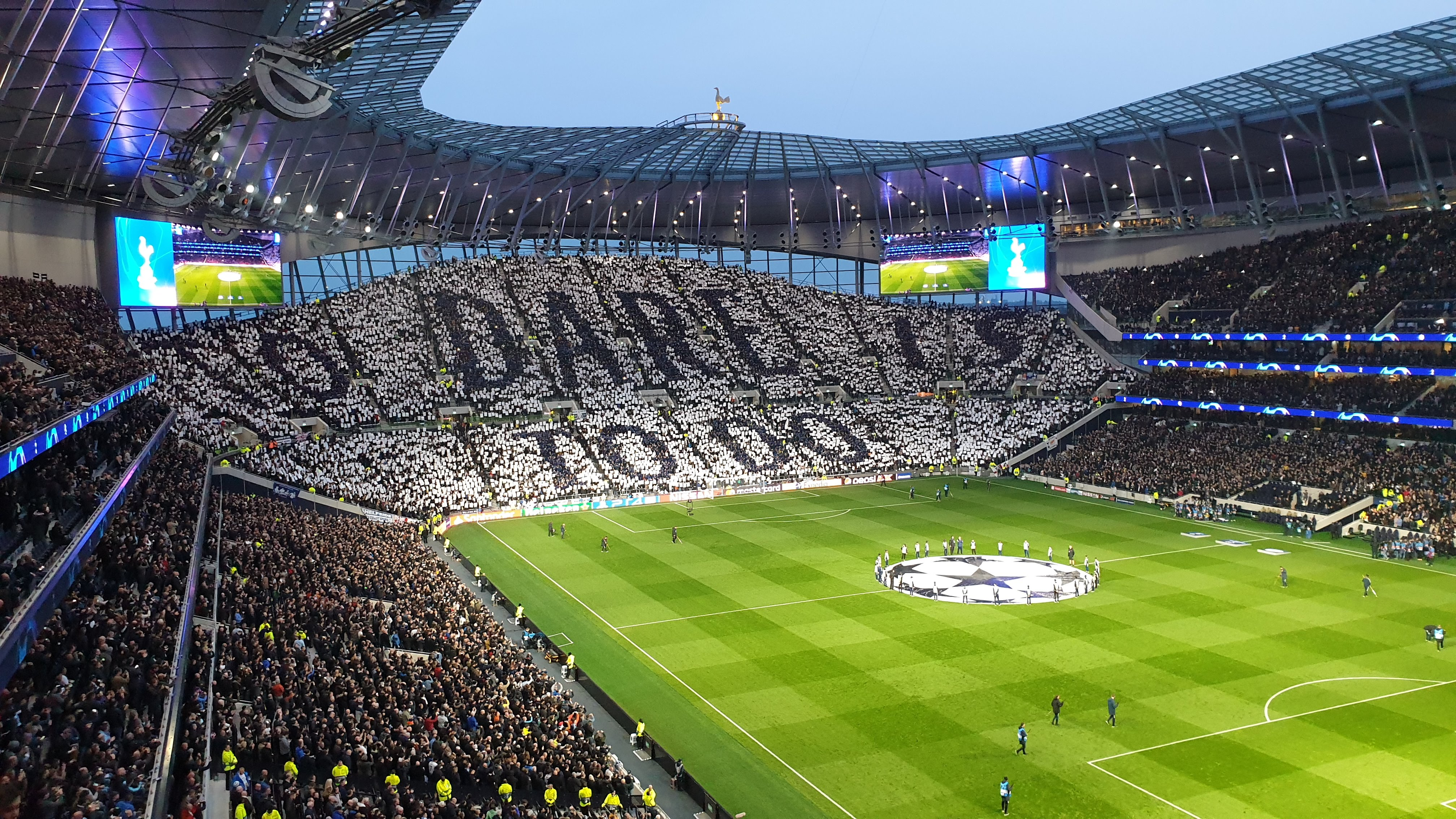
O Tottenham Hotspur Stadium em jogo contra o pela Liga dos Campeões da UEFA de 2018–19.

Seu estádio chamava-se White Hart Lane, e foi fundado em 1889. Após os esforços de modernização teve sua capacidade reduzida para 36.230 espectadores, com média de público de 35.882 espectadores na temporada 2004-2005. O seu recorde de público foi em uma partida do Tottenham contra o Sunderland, em 5 de março de 1938, quando estiveram neste estádio 75.038 torcedores.
Novo estádio
O clube inglês inaugurou em 3 de abril de 2019 um novo estádio, o Tottenham Hotspur Stadium, com capacidade para 62.062 pessoas, tendo recebido 59.315 torcedores em sua partida de estreia, vitória do Tottenham por 2 a 0 sobre o Cristal Palace. As obras estavam previstas para acabar no segundo semestre de 2018, custando cerca de 400 milhões de libras. Nesse projeto, entrou uma parceria com a prefeitura, que teve como objetivo a construção de moradias, um hotel, um hospital, a reforma das estações locais e várias outras mudanças, tudo bancado pelo Spurs. Esse é o maior estádio privado em Londres, sendo construído sob o White Hart Lane, antiga casa do Tottenham. Antes da conclusão das obras, os Spurs mandou seus jogos no Estádio de Wembley, para 90.000 espectadores.

## Torcida

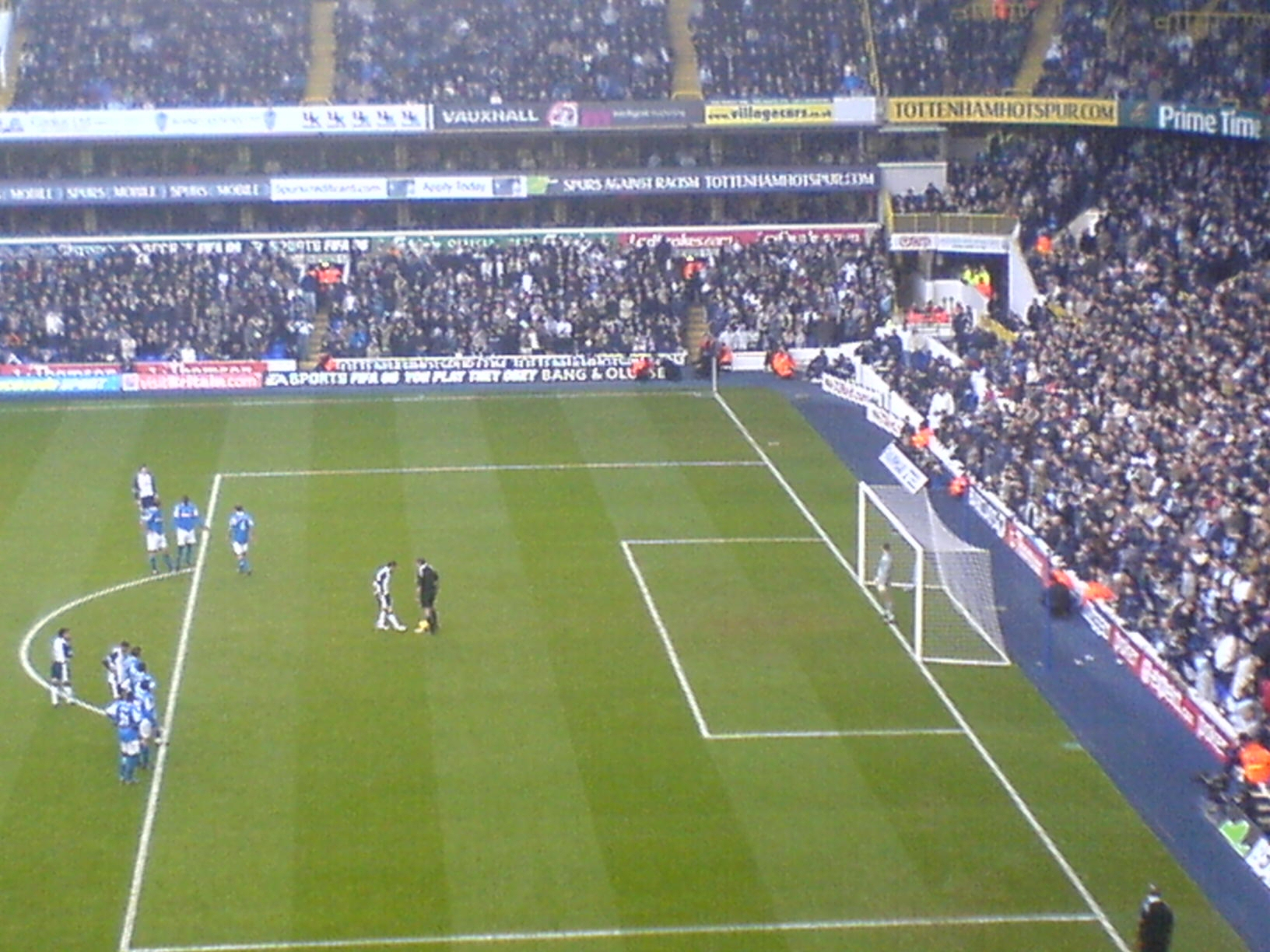
Robbie Keane se prepara para bater um pênalti no White Hart Lane

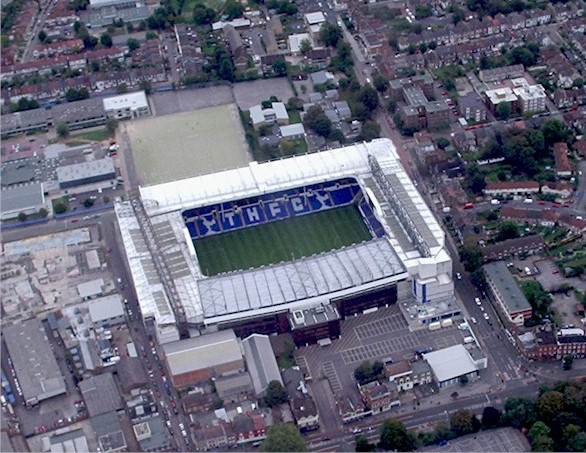
Imagem aérea de White Hart Lane

O Tottenham tem uma grande torcida no Reino Unido, principalmente no norte de Londres e na sua periferia. As partidas do clube atraem um público bastante alto, próximo da capacidade máxima do seu estádio. Apesar de sua localização mais centrada no Reino Unido, é possível afirmar haver torcedores do clube em vários continentes.
Uma pesquisa de 2004, realizada pelo Instituto Roy Morgan, apontou o Tottenham com cerca de 1.240.000 torcedores na Inglaterra (2%), sendo a quinta maior torcida inglesa e a segunda maior de Londres, com 818.000 torcedores em sua cidade (9,6%).
Em algumas temporadas durante as décadas de 1950 e 1960, o Tottenham teve a mais alta média de público na Inglaterra.
O Tottenham tem a terceira mais alta média de público de todos os tempos no seu país, atrás apenas de Manchester United e Liverpool.
O clube tem uma forte influência e fãs da comunidade judaica (seu atual presidente é, inclusive, um judeu, Daniel Levy), o que provoca ofensas antissemitas contra seus torcedores, tendo o jornal Daily Express noticiado que um teço do público que frequentava o White Hart Lane em 1934 era composto por judeus. Os torcedores dos Spurs, judeus e não judeus, uniram-se contra isto e apelidaram a si mesmos como Yids, desenvolvendo cantos e uma torcida com o nome. Muitos dos fãs adotaram esse nome como resposta aos rivais, que já chamavam desde anteriormente, de modo pejorativo, a torcida do Tottenham de Yid.
Hoje, esse apelido é mais usado para distingüir os torcedores dos Spurs de torcedores de outros clubes. Muitos adeptos, entretanto, discordam com o uso de tal alcunha e acreditam que isso somente atrairá mais sectarismo. Uma situação parecida ocorre com a torcida do Ajax, dos Países Baixos.

## Rivalidades

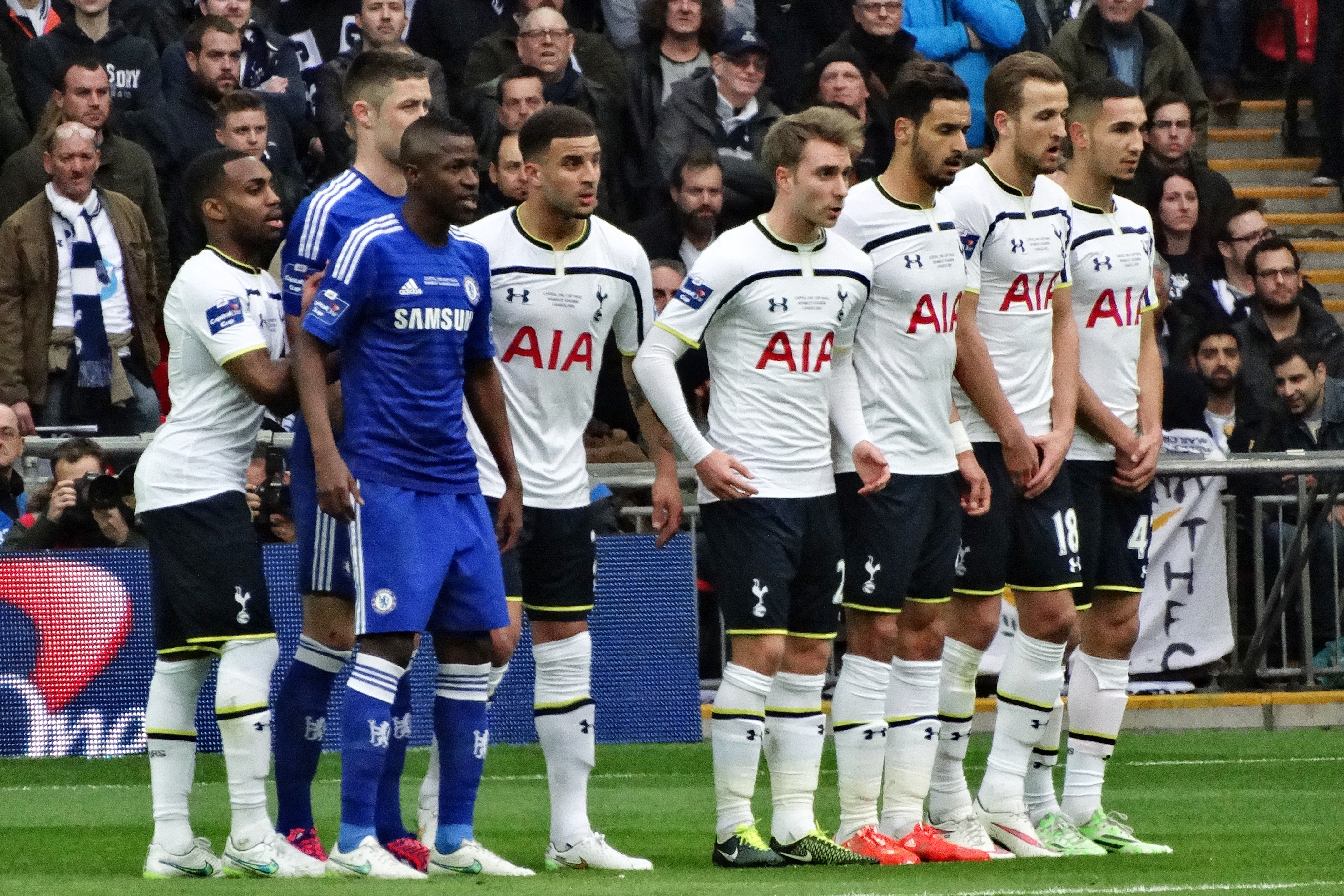
Tottenham vs. Chelsea em 2015

O Tottenham tem sua maior rivalidade com a outra equipe do norte de Londres, o Arsenal, e quando confrontam-se, fazem o clássico North London Derby. A equipe também tem grande rivalidade com o Chelsea e com o West Ham United.
Maiores públicos contra os principais rivais
- Contra o Arsenal:
- Tottenham 1–0 Arsenal, 83.222, 10 de fevereiro de 2018, Campeonato Inglês, Wembley (com mando do Tottenham)
- Tottenham 4-1 Arsenal, 77.893, 14 de abril de 1991, Copa da Inglaterra, Wembley (neutro)
- Arsenal 1-1 Tottenham, 72.164, 29 de setembro de 1951, Campeonato Inglês, Highbury (com mando do Arsenal)
- Tottenham 1-4 Arsenal, 69.821, 10 de outubro de 1953, Campeonato Inglês, White Hart Lane (com mando de campo)

- Contra o Chelsea:
- Tottenham 2-1 Chelsea, 100.000, 20 de maio de 1967, Copa da Inglaterra, Wembley  (neutro)
- Chelsea 0-4 Tottenham, 76.000, 16 de outubro de 1920, Campeonato Inglês, Stamford Bridge (com mando do Chelsea)
- Tottenham 1-2 Chelsea, 73.587, 20 de agosto de 2017, Campeonato Inglês, Wembley  (com o mando do Tottenham)
- Tottenham 4-0 Chelsea, 66.398, 26 de fevereiro de 1957, Campeonato Inglês, White Hart Lane (com mando de campo)

- Contra o West Ham:
- Tottenham 3-3 West Ham, 69.118, 3 de março de 1956, Copa da Inglaterra, White Hart Lane (com mando de campo)
- West Ham 1-0 Tottenham, 56.992, 5 de maio de 2017, Campeonato Inglês, Estádio Olímpico (com mando do West Ham)
- Tottenham 1-2 West Ham, 50.468, 2 de fevereiro de 1939, Copa da Inglaterra, Highbury (neutro)
- Tottenham 1-1 West Ham, 50.034, 4 de janeiro de 2018, Campeonato Inglês, Wembley (com mando de campo)
- West Ham 3-3 Tottenham, 42.716, 21 de janeiro de 1939, Campeonato Inglês, Boleyn Ground (com mando do West Ham)

## Títulos
| CONTINENTAIS | CONTINENTAIS                   | CONTINENTAIS | CONTINENTAIS                                                            |
|              | Competição                     | Títulos      | Temporadas                                                              |
| ------------ | ------------------------------ | ------------ | ----------------------------------------------------------------------- |
|              | Liga Europa da UEFA            | 3            | 1971–72, 1983–84 e 2024–25                                              |
| semmdolura   | Recopa Europeia da UEFA        | 1            | 1962–63                                                                 |
| NACIONAIS    |                                |              |                                                                         |
|              | Competição                     | Títulos      | Temporadas                                                              |
|              | Campeonato Inglês              | 2            | 1950–51 e 1960–61                                                       |
|              | Copa da Inglaterra             | 8            | 1900–01, 1920–21, 1960–61, 1961–62, 1966–67, 1980–81, 1981–82 e 1990–91 |
|              | Copa da Liga Inglesa           | 4            | 1970–71, 1972–73, 1998–99 e 2007–08                                     |
|              | Supercopa da Inglaterra        | 7            | 1921, 1951, 1961, 1962, 1967*, 1981* e 1991*                            |
|              | Campeonato Inglês - 2ª Divisão | 2            | 1919–20 e 1949–50                                                       |

 Campeão invicto
* Indica que o título foi compartilhado

## Campanhas de destaque
- Liga dos Campeões da UEFA: vice campeão - 2018-19
- Copa UEFA (1): vice-campeão 1973–74
- Campeonato Inglês (5): vice-campeão (1921-22, 1951-52, 1956-57, 1962-63 e 2016-17)
- Copa da Inglaterra (1): vice-campeão (1986-87)
- Copa da Liga Inglesa (5): vice-campeão (1981-82, 2001-02, 2008-09, 2014-15, 2020-21)
- Supercopa da Inglaterra (2):  vice campeão em 1920, 1982.

## Competições da UEFA
- Atualizado até 21 de Maio de 2025.[33]

Na Liga dos Campeões da UEFA, principal competição de clubes da Europa, o Tottenham conquistou o vice-campeonato em 2018-19.
| Competição                  | Temporadas | Campeão | Partidas | Vitórias | Empates | Derrotas | Gols a favor | Gols contra | Saldo de gols | Última temporada |
| --------------------------- | ---------- | ------- | -------- | -------- | ------- | -------- | ------------ | ----------- | ------------- | ---------------- |
| Liga dos Campeões da Europa | 6          | 0       | 53       | 25       | 10      | 20       | 113          | 78          | +35           | 2022-23          |
| Copa da UEFA/Liga Europa    | 15         | 3       | 140      | 78       | 36      | 26       | 278          | 121         | +157          | 2024–25          |
| Recopa Europeia             | 6          | 1       | 33       | 20       | 5       | 8        | 65           | 34          | +31           | 1991–92          |
| Copa Intertoto              | 1          | 0       | 4        | 1        | 0       | 3        | 3            | 13          | -10           | 1995             |
| Total                       | 28         | 3       | 230      | 124      | 51      | 55       | 454          | 247         | +207          |                  |

## Recordes

### Recordes de partidas
| #   | País          | Jogador        | Período   | Jogos |
| --- | ------------- | -------------- | --------- | ----- |
| 1°  | Inglaterra    | Steve Perryman | 1969–1986 | 866   |
| 2º  | Inglaterra    | Gary Mabbutt   | 1982–1998 | 611   |
| 3º  | Inglaterra    | Pat Jennings   | 1964–1977 | 590   |
| 4º  | Inglaterra    | Tom Morris     | 1899–1912 | 523   |
| 5º  | Inglaterra    | Cyril Knowles  | 1964–1975 | 506   |
| 6º  | Inglaterra    | Glenn Hoddle   | 1975–1987 | 490   |
| 7º  | Coreia do Sul | Son Heung-min  | 2015–2025 | 454   |
| 8º  | Inglaterra    | Ted Ditchburn  | 1946–1958 | 452   |
| 9º  | França        | Hugo Lloris    | 2012–2023 | 447   |
| 10º | Escócia       | Alan Gilzean   | 1964–1974 | 439   |

### Maiores artilheiros
| #   | País          | Jogador        | Período                               | Gols |
| --- | ------------- | -------------- | ------------------------------------- | ---- |
| 1º  | Inglaterra    | Harry Kane     | 2009–2010, 2010–2011, 2012– 2013–2023 | 280  |
| 2º  | Inglaterra    | Jimmy Greaves  | 1961–1970                             | 268  |
| 3º  | Inglaterra    | Bobby Smith    | 1955–1964                             | 208  |
| 4º  | Inglaterra    | Martin Chivers | 1968–1976                             | 174  |
| 5º  | Coreia do Sul | Son Heung-min  | 2015–2025                             | 173  |
| 6º  | País de Gales | Cliff Jones    | 1958–1968                             | 159  |
| 7º  | Inglaterra    | Jermain Defoe  | 2004–2008, 2009–2014                  | 143  |
| 8º  | Inglaterra    | George Hunt    | 1930–1937                             | 138  |
| 9º  | Inglaterra    | Len Duquemin   | 1946–1957                             | 134  |
| 10º | Escócia       | Alan Gilzean   | 1964–1974                             | 133  |

## Elenco
Última atualização: 16 de agosto de 2024.